# Juminda
Juminda is een plaats in de Estlandse gemeente Kuusalu, provincie Harjumaa. De plaats heeft de status van dorp (Estisch: küla).

## Bevolking
Het dorp had 27 inwoners op 31 december 2011 en 30 inwoners op 31 december 2021.

## Ligging
Juminda ligt op de noordpunt van het schiereiland Juminda. De plaats heeft een vuurtoren.